# Spaanse missies in Californië

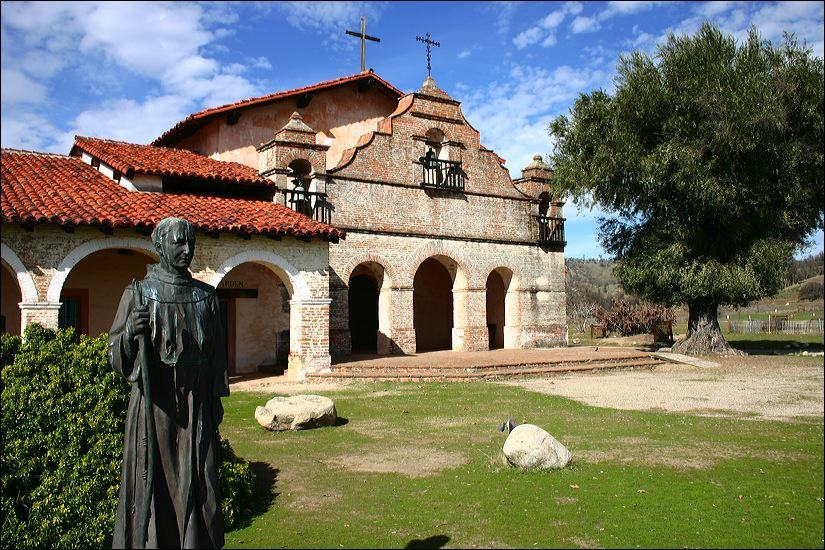
De missiepost San Antonio de Padua werd in 1771 door Junípero Serra gesticht.

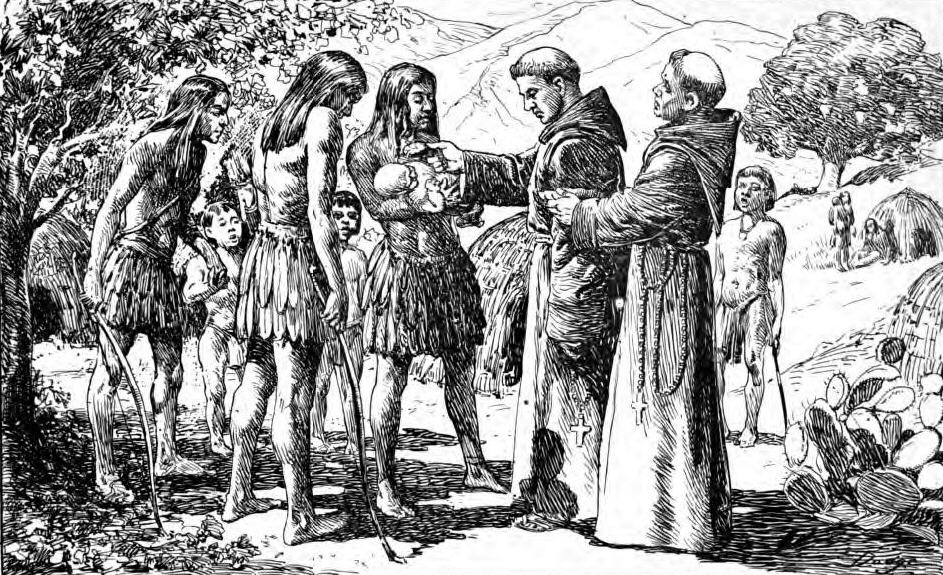
De eerste bekende doop door fransiscanerbroeders in Alta California.

De Spaanse missies in Californië vormen een reeks van religieuze en militaire buitenposten opgericht door Spaanse franciscanen tussen 1769 en 1823 om het rooms-katholicisme te verspreiden onder de lokale indianenbevolking. De missieposten waren de eerste grote poging van Europeanen om de kuststreek aan de Grote Oceaan te koloniseren. De Californië's – Alta en Baja California – vormden een strategische regio in de ontwikkeling van de frontier. De missies hebben echter ook verschillende negatieve gevolgen gehad voor de indiaanse bevolking van Californië en de doeleinden, de indianen bekeren en 'civiliseren', zijn maar ten dele bereikt. In de jaren 1830 sloot de overheid van het onafhankelijke Mexico de Californische missies. Tegenwoordig behoren de missies tot de oudste bouwwerken in de Amerikaanse staat Californië en maken ze een belangrijk deel uit van het onroerend erfgoed van de staat. Ze behoren er tot de meest bezochte historische monumenten.

## Architectuur
Hoewel er veel diversiteit is in de bouwstijlen van de missies, maken alle missieposten gebruik van hetzelfde patroon. Typische elementen zijn de grote, sobere, witte gevels, een grondplan op basis van een binnenplaats of patio, buitengangen met bogen, afgeronde frontons, getrapte klokkentorens en -gevels, en lage glooiende daken met dakpannen. De architectuur van de missies oefende een belangrijke invloed uit op de Mission en Spanish Colonial Revival-architectuur van de late 19e en vroege 20e eeuw. Spaans-geïnspireerde stijlen blijven relatief populair in Californië en het Amerikaanse zuidwesten.

## Chronologisch overzicht van de missies

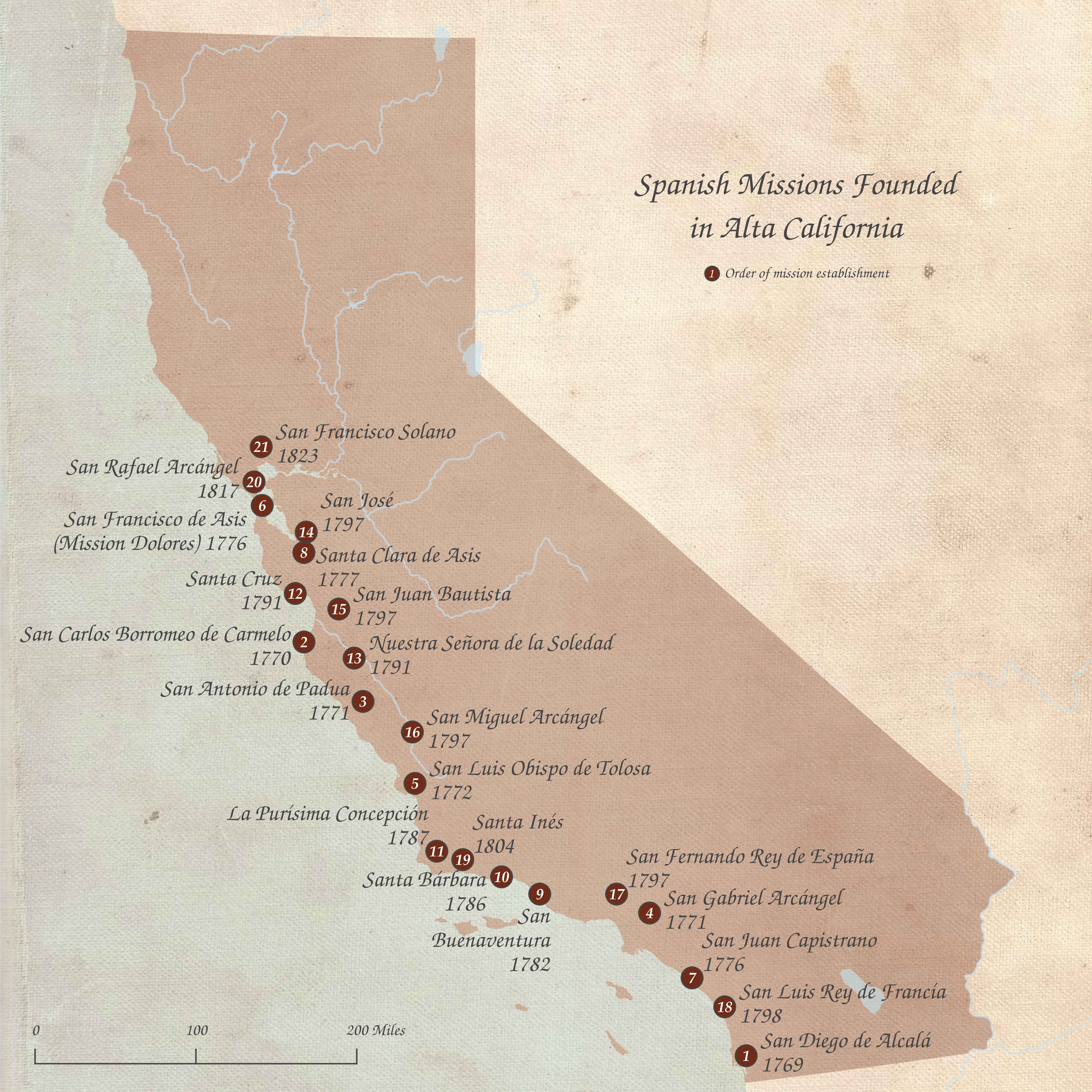
Kaart van het huidige Californië, met daarop de 21 missies, genummerd volgens stichtingsdatum.

- San Diego de Alcalá-missie, gesticht in 1769 en hoofdzetel van de missies tot 1771
- San Carlos Borromeo de Carmelo-missie, gesticht in 1770, hoofdzetel van 1771 tot 1815, van 1819 tot 1824 en van 1827 tot 1830
- San Antonio de Padua-missie, gesticht in 1771
- San Gabriel-missie, gesticht in 1771
- San Luis Obispo de Tolosa-missie, gesticht in 1772
- San Francisco de Asís-missie (Dolores-missie), gesticht in 1776
- San Juan Capistrano-missie, gesticht in 1776
- Santa Clara de Asís-missie, gesticht in 1777
- San Buenaventura-missie, gesticht in 1782
- Santa Barbara-missie, gesticht in 1786, hoofdzetel van 1833 tot 1846
- La Purísima Concepción-missie, gesticht in 1787, de facto hoofdzetel van 1815 tot 1819
- Santa Cruz-missie, gesticht in 1791
- Nuestra Señora de la Soledad-missie, gesticht in 1791
- San José-missie, gesticht in 1797, de facto hoofdzetel van 1824 tot 1827 en van 1830 tot 1833
- San Juan Bautista-missie, gesticht in 1797
- San Miguel Arcángel-missie, gesticht in 1797
- San Fernando Rey de España-missie, gesticht in 1797
- San Luis Rey de Francia-missie, gesticht in 1798
- Santa Inés-missie, gesticht in 1804
- San Rafael Arcángel-missie, gesticht in 1817, oorspronkelijk voorzien als asistencia voor de missie van San Francisco de Asís
- San Francisco Solano-missie, gesticht in 1823, oorspronkelijk voorzien als asistencia voor de missie van San Rafael Arcángel

### Asisténcia-missies
Asisténcias waren kleinere missieposten waar regelmatig misvieringen werden gehouden, maar waar geen vaste priester was.
- Nuestra Señora Reina de los Angeles Asistencia, gesticht in 1784
- San Pedro y San Pablo Asistencia, gesticht in 1786
- Santa Margarita de Cortona Asistencia, gesticht in 1787
- San Antonio de Pala Asistencia (Pala-missie), gesticht in 1816
- Santa Ysabel Asistencia, gesticht in 1818

### Estáncia-missies
Estáncia is het Spaanstalige equivalent voor ranch. De drie estáncia's in Californië waren hoofdzakelijk bedoeld als thuisbasis voor ranchers die de andere missies van voedsel konden voorzien.
- Santa Ana Estancia, gesticht in 1817
- San Bernardino de Sena Estancia, gesticht in 1819
- Las Flores Estancia (Las Flores Asistencia), gesticht in 1823

## Militaire districten

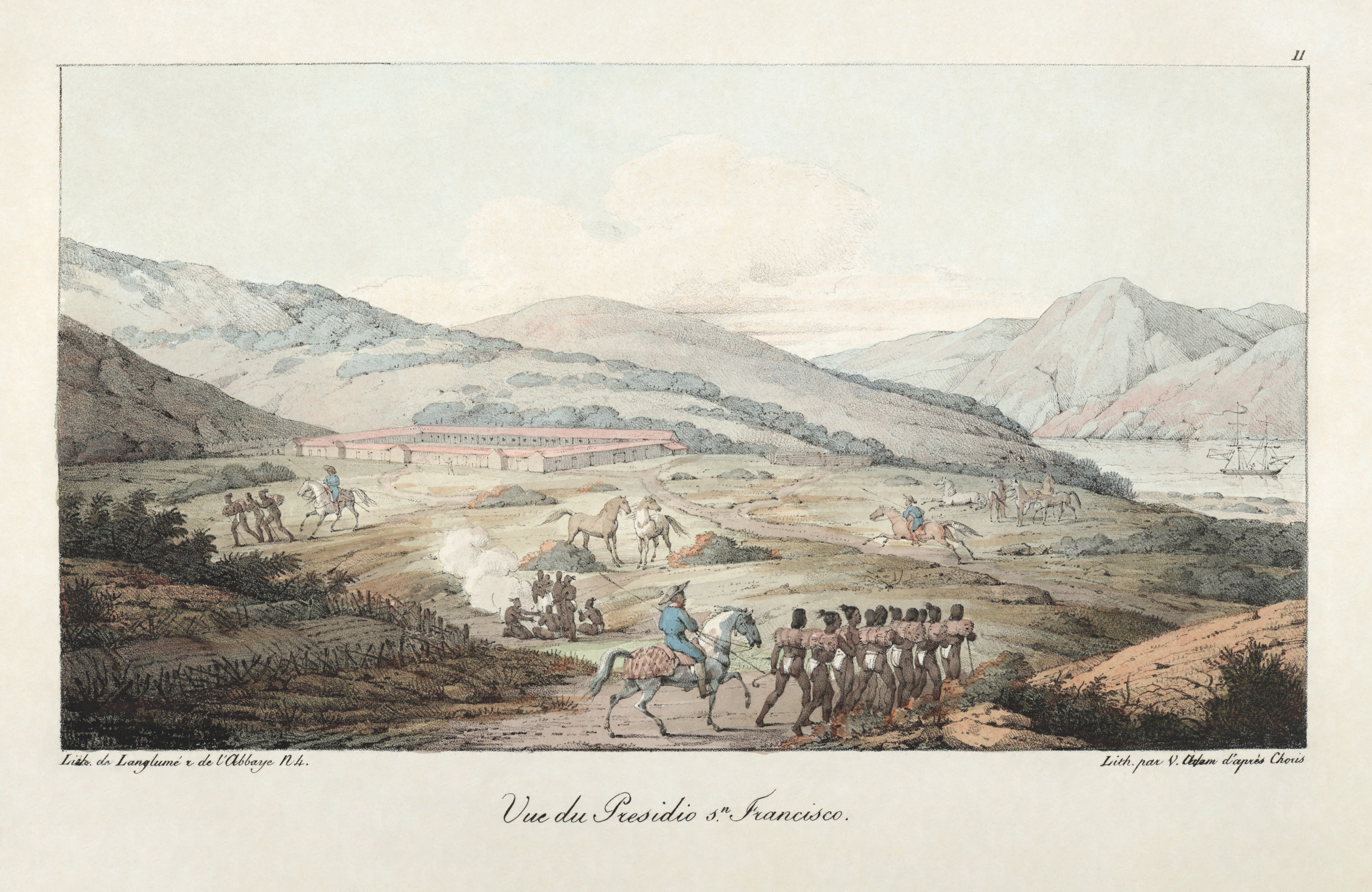
Het Presidio van San Francisco in 1817.

Ten tijde van de missieposten was Alta California onderverdeel in vier militaire districten, geleid vanuit een presidio, een fort met een strategische ligging langs de Californische kust. Hoewel de missies strikt genomen onafhankelijk waren van elkaar, waren ze toch enigszins verbonden door deel uit te maken van hetzelfde militaire district. De vier presidio's eb militaire districten waren:
- El Presidio Real de San Diego, gesticht in 1769, verantwoordelijk voor de verdediging van het eerste militaire district, dat de volgende missies omvatte: San Diego, San Luis Rey, San Juan Capistrano en San Gabriel.
- El Presidio Real de Santa Bárbara, gesticht in 1782, verantwoordelijk voor de verdediging van het tweede militaire district, dat de volgende missies omvatte: San Fernando, San Buenaventura, Santa Barbara, Santa Inés en La Purísima, alsook El Pueblo de Nuestra Señora la Reina de los Ángeles del Río de Porciúncula (het huidige Los Angeles).
- El Presidio Real de San Carlos de Monterey (El Castillo), gesticht in 1770, verantwoordelijk voor de verdediging van het derde militaire district, dat de volgende missies omvatte: San Luis Obispo, San Miguel, San Antonio, Soledad, San Carlos en San Juan Bautista, alsook de Villa Branciforte (het huidige Santa Cruz).
- El Presidio Real de San Francisco, gesticht in 1776, verantwoordelijk voor de verdediging van het vierde militaire district, dat de volgende missies omvatte: Santa Cruz, San José, Santa Clara, San Francisco, San Rafael en Solano, alsook El Pueblo de San José de Guadalupe (het huidige San Jose).

In 1836 richtte Mexico het Presidio van Sonoma op, als deel van Mexico's strategie om de Russische verkenningen in de streek te ontmoedigen. Het presidio werd het nieuwe hoofdkwartier van het Mexicaanse leger in Californië, terwijl de andere presidio's afgeschaft werden en uiteindelijk ruïnes werden. Het Presidio van San Francisco, zonder twijfel het bekendste presidio, werd later een grote militaire basis en is tegenwoordig een groot en veelzijdig stadspark.